# Stef Nijland
Stef Nijland (ur. 10 sierpnia 1988 w Hoogezand) – holenderski piłkarz, występujący na pozycji napastnika. W latach 1997–2008 był zawodnikiem FC Groningen. Od 2008 roku występuje w PSV Eindhoven. Na sezon 2011/2012 wypożyczony do NEC Nijmegen, a następnie od 2013 roku był na wypożyczeniu w Brisbane Roar. W maju 2013 roku podpisał trzyletni kontrakt z PEC Zwolle.